# 盗作 (アルバム)
『盗作』（とうさく）は、ヨルシカの3rdフルアルバム。2020年7月29日に、ユニバーサルJから発売された。前作『エルマ』から約1年ぶりのアルバムリリースで、3作目（メジャーでは2作目）のフルアルバムである。n-bunaが、全曲の作詞作曲編曲・プロデュースを手掛けた。
『盗作』は、前作同様ストーリー性を持つコンセプチュアルな作品となっており、"音楽の盗作をする男の物語"を10編の歌と4曲のインストゥルメンタルで描いている。収録曲の至るところでメロディや詩などの様々な"引用"がされており、芸術の価値やその本質を問うような批評性も指摘、注目されている。また本作は、ストリーミングで音楽を聴く時代の中で"実際に手に取ってもらうためのアナログ的な形"として、初回限定盤のパッケージは本作のコンセプトが綴られた130ページほどの"小説"となっている。

## 背景
ヨルシカはこれまで"コンセプト重視の作品づくり"をしてきており、n-bunaは前作『エルマ』を制作し終えた時に、以前から考えていた自身の「音楽の主張のようなもの」を織り込んだ作品を作ろうと思ったという。すなわちそれは、"盗作"や"オマージュ"と言われるもので、"盗作"という行為に関して「やっていることは、情報だけで見たら盗作にあたるんだろうなと。なのに、“ここは、この作品のこの部分から持ってきた”と公言した瞬間、“盗作”は“オマージュ”に変わる。作品自体の内容はまったく変わらないのに。」という思いがあった上で、「盗作と題した作品すら、ひとつの作品になるんじゃないか」という気持ちがあったといい、それを表題に据えたコンセプトアルバムを作ってみようと思ったことが今作の発端だと語った。また、『エルマ』を作り終えたn-bunaには「ヨルシカへの破壊衝動」というものがあったといい、今までの「ヨルシカ自体への印象をまず壊したかった」「人が眉をひそめるようなものを作ろう」という思いもあったと語っている。他にもヨルシカは、実際に手に取ってもらうためのアナログ的な形＝CDとしての作品づくりをこれまでも進めてきた。前々作『だから僕は音楽を辞めた』では"写真"と"手紙"、前作『エルマ』では"日記帳"でコンセプトを示してきたが、今回『盗作』では"本"という手法が用いられ、初回限定盤に同梱された。
本作には「夜行」と「花に亡霊」の2曲のシングルが収録されており、前者は映画「泣きたい私は猫をかぶる」の挿入歌、後者はその主題歌に起用されている。楽曲はそれぞれ3月4日と4月22日に配信限定でリリースされた。ニューアルバムのリリースは、2020年6月1日にアナウンスされた。その2日後には収録曲「春ひさぎ」を先行配信、同月24日には「思想犯」をリリースした。アルバムリリースが迫った7月8日にはアルバムの全曲クロスフェード動画がYouTubeにてリリースされた。リリース1週間前の7月22日には、表題曲「盗作」が先行配信された。
7月29日に本アルバム収録曲の総再生回数がYouTubeやInstagramなどのSNSにて1億回を突破したことが発表された。8月18日には、週刊少年サンデーにて連載されている漫画「よふかしのうた」とコラボしたアルバム収録曲「逃亡」のミュージック・ビデオがサンデーのYouTubeチャンネルに投稿された。また、9月15日に本作のバンドスコアが刊行された。

## コンセプト
アルバムの初回限定版に同梱された小説のストーリー“音楽の盗作をする男の物語"がアルバム収録曲のバックグラウンドとなっている。小説では、男が自分のしてきた"盗作という破壊衝動"について告白する。アルバムのそれぞれの楽曲にはその"男"の人生の1シーンが詰め込まれており、また実際にアルバム全体で、様々な作品のメロディや詩からの"引用"が行われている。n-bunaは、「作品に織り込まれたオマージュやテーマ、引用といった、その作品がどうやってできたかという"情報"」に重きを置く世の中に反発をしたかったと語り、また本作は「盗作という題の作品」ではなく「『盗作という題の作品に群がる人達』という名前の絵」であるという点で、メディアアートであるとも語っている。アルバムのアートワークはアートディレクターの永戸鉄也が手掛けている。n-bunaは永戸の作品が好きだといい、彼のコラージュ的手法が本作の「盗作」というテーマにも通じると感じ、オファーするに至った。

## 構成と音楽性
本作でも、「別れや喪失感のようなものを根底に据えて、夏の雰囲気と一緒にアウトプットしている」という"ヨルシカの根底にある芯のようなもの"は以前と変わらず残されている。アルバムは、前半に「低温が響くような、少し重たいもの、ロック調の曲」がおかれており、n-bunaは「前半は勢いで書かれている曲たちが、後半になるにつれて理性的なものが見える」「最終的には男の中の本当に書きたかったものだけが残る」という構成にしたかったと語り、そういう意味で「花人局」が転換点にあるという。ベートーヴェンの「月光」が引用された1曲目の「音楽泥棒の自白」は、"男"が自分の人生を訥々と語っている様を表している。同曲はコラージュ的に様々な音が当てはめられており、この曲と、グリーグの「朝」が引用された「青年期、空き巣」の2曲は永戸のアートワークから着想を得て作られている。空き巣の隠語がタイトルにつけられた「昼鳶」はアコースティック・ギターでスラップ奏法が用いられている。またn-bunaもこの曲におけるボーカル・suisの低音を絶賛しており、後の「思想犯」と同曲について「男性的にも聴こえる、ゾッとするような、つぶやきの感じが出せるメロディが書けた」と語っている。続く「春ひさぎ」では、スウィング・ジャズ的な曲調をロックンロールの中で解釈し、商売音楽を売春というメタファーに置き換えた詩で表現している。アルバム前半の重めの曲調は、「我々はみんな偽物なんだ」ということが歌われた「レプリカント」から、軽快になっていく。「美人局」からの造語で、盗作家の"男"にとっての妻が描かれた「花人局」は、前述の通りアルバムにおいて転換点にあたる曲で、「愛おしいものを表現する曲調」となっている。その後、エリック・サティの「ジムノペディ」のメロディが引用されたインスト曲の「朱夏期、音楽泥棒」、アルバム全体のテーマを表わした表題曲「盗作」、n-bunaが特別に気に入っているという「思想犯」と続く。「思想犯」のテーマ自体はジョージ・オーウェルの小説「1984」が元になっており、また歌詞では尾崎放哉の俳句からもオマージュがなされている。「現実から脱獄する」というのが根底のテーマである「逃亡」は、ジャズ的な曲調にサンプリングの手法で作られており、これも永戸の作品の手法に着想を得ているという。続くインスト曲「幼年期、思い出の中」は夕暮れの情景を表現している。その後「夜行」を経て夏の空気感をモチーフにした「花に亡霊」がアルバムのラストを飾る。ここまでアルバムは昼から夕方を経て夜へ向かっていくというイメージで構成されており、「花に亡霊」も"夜"がイメージだという。n-bunaは、アルバムを聴き終わった後の余韻に関して「最後に夏の匂いがして終わる作品にしたかった」と語っている。

## 評価

### 批評
- 音楽レビューサイト「Mikiki」の轟ひろみは、本作について「〈商売としての音楽〉〈盗用とオマージュ〉などのテーマを自在に弄ぶアイロニカルに尖ったキャッチーさは実に雄弁」と評した[18]。
- ロッキング・オンの小池宏和は、「コンセプチュアルな作風、つまり多分に意図を含んでいながら、その根底にはピュアな表現衝動がとめどなく流れている」と指摘。また、「盗作の定義は法の枠組み次第で移り変わる曖昧なもの」とした上で、「『あの時純粋な気持ちで触れた音楽に影響を受けている』という事実から『盗作』という定義を導き出した点」を評価し、だからこそ「大人びた音楽性と巧みなソングライティングを使いこなしながらも、ヨルシカの歌は痛ましいほどにピュアなままでいられるのだ」と語った[19]。

### 受賞とノミネート
| 年     | 音楽賞               | 結果 | 出典   |
| ------ | -------------------- | ---- | ------ |
| 2021年 | 第13回CDショップ大賞 | 入賞 | [ 20 ] |

## チャート成績
『盗作』は、初動40,450枚を売り上げ、8月10日付のオリコン週間アルバムランキングで初登場2位、同日付のオリコン週間合算アルバムランキングでは1位を獲得。自身の初動売上記録を更新した。またデジタルでは、前作を大きく上回る7,116DLを記録し、Billboard Japan Download Albumsで1位をマーク、総合チャートでは初登場で首位を獲得した。その後も本作は、4週連続で総合チャートTOP10入りを果たした。Billboard Japanの2020年度年間チャートでは、総合アルバムチャートで34位、ダウンロードアルバムチャートで15位を獲得している。

## 収録曲
| 全作詞・作曲・編曲: n-buna。 |                                                                  |        |            |      |
| #                            | タイトル                                                         | 作詞   | 作曲・編曲 | 時間 |
| 1.                           | 「音楽泥棒の自白」                                               | n-buna | n-buna     | 1:12 |
| 2.                           | 「昼鳶」                                                         | n-buna | n-buna     | 2:42 |
| 3.                           | 「春ひさぎ」                                                     | n-buna | n-buna     | 3:37 |
| 4.                           | 「爆弾魔」                                                       | n-buna | n-buna     | 3:35 |
| 5.                           | 「青年期、空き巣」                                               | n-buna | n-buna     | 1:16 |
| 6.                           | 「レプリカント」                                                 | n-buna | n-buna     | 3:37 |
| 7.                           | 「花人局」                                                       | n-buna | n-buna     | 5:32 |
| 8.                           | 「朱夏期、音楽泥棒」                                             | n-buna | n-buna     | 1:48 |
| 9.                           | 「盗作」(スクウェア・エニックス「FFBE 幻影戦争」TVCMソング)      | n-buna | n-buna     | 3:59 |
| 10.                          | 「思想犯」                                                       | n-buna | n-buna     | 4:11 |
| 11.                          | 「逃亡」                                                         | n-buna | n-buna     | 4:47 |
| 12.                          | 「幼年期、思い出の中」                                           | n-buna | n-buna     | 2:20 |
| 13.                          | 「夜行」(劇場アニメーション「泣きたい私は猫をかぶる」挿入歌)     | n-buna | n-buna     | 3:22 |
| 14.                          | 「花に亡霊」(劇場アニメーション「泣きたい私は猫をかぶる」主題歌) | n-buna | n-buna     | 4:01 |
| 合計時間:                    | 合計時間:                                                        | 45:59  |            |      |

- 1、5、8、12曲目がインストゥルメンタル曲。

### タワーレコード特典
全2曲
1. 盗作 オルゴールver.
2. 花に亡霊 オルゴールver.

### ヴィレッジヴァンガード特典
全2曲
1. 思想犯 オルゴールver.
2. 夜行 オルゴールver.

### HMV特典
全2曲
1. 春ひさぎ オルゴールver.
2. レプリカント オルゴールver.

## チャート
| チャート（2020年）              | 最高 順位 |
| ------------------------------- | --------- |
| Billboard Japan Hot Albums      | 1         |
| Billboard Japan Top Album Sales | 2         |
| Billboard Japan Download Albums | 1         |
| オリコン週間アルバムチャート    | 2         |
| オリコン週間 デジタルアルバム   | 1         |
| オリコン週間 合算アルバム       | 1         |

| チャート（2020年）              | 順位 |
| ------------------------------- | ---- |
| Billboard Japan Hot Albums      | 35   |
| Billboard Japan Download Albums | 17   |

| 国/地域 | 認定 | セールス |
| ------- | ---- | -------- |
| 日本    | N/A  | 65,000   |

## ライブツアー
アルバム発売から1年経った2021年8月1日から2021年10月2日にかけて全国ホールツアー『ヨルシカ LIVE TOUR 2021 「盗作」』を開催した。披露した楽曲はすべて『盗作』と『創作』の楽曲である。2025年6月10日、アルバム発売から5年経った2025年9月6日から2025年10月1日にかけて『ヨルシカ LIVE TOUR 2025「盗作 再演」』を開催することを発表した。（ヨルシカ　(n-buna、suis)　/ Official のXより。)
セットリスト
1.春ひさぎ
2.思想犯
3.強盗と花束
4.昼鳶
5.レプリカント
6.花人局
7.逃亡(Acoustic Ver.)
8.風を食む(Acoustic Ver.)
9.夜行(Acoustic Ver.)
10.嘘月(Acoustic Ver.)
11.盗作
12.爆弾魔
13.春泥棒
14.花に亡霊

## タイアップ
盗作
スクウェア・エニックス「FFBE 幻影戦争」TVCMソング
夜行
劇場アニメーション『泣きたい私は猫をかぶる』挿入歌
花に亡霊
劇場アニメーション『泣きたい私は猫をかぶる』主題歌

## 特典
- 初回限定盤
  - 書籍
  - カセットテープ
  - カセットプレーヤーセット[14]

- Amazon限定特典
  - オリジナル缶バッジ

- タワーレコード
  - オルゴールCD

- ヴィレッジヴァンガード
  - オルゴールCD

- ローソンHMV
  - オルゴールCD

- アニメイト
  - A4クリアファイル

- 楽天ブックス
  - オリジナルブックカバー

- TSUTAYA
  - ロゴステッカー

- UNIVERSAL MUSIC STORE
  - ポスター

- 応援店
  - しおり[33]

2021年1月にリリースされるEP『創作』の発売を記念して、2020年12月22日～2月28日までに、HMVで過去のアルバムを購入すると各アルバムの『ジャケット絵柄ステッカー（5cm×5cm）』が特典として付属した。